# كاتي ريتش
كاتي ريتش (بالإنجليزية: Katie Rich)‏ هي كاتبة كوميدية ‏ أمريكية، ولدت في 15 مايو 1964 في شيكاغو في الولايات المتحدة.

## وصلات خارجية
- كاتي ريتش على موقع IMDb (الإنجليزية)
- كاتي ريتش على موقع IMDb (الإنجليزية)
- كاتي ريتش على موقع قاعدة بيانات الفيلم (الإنجليزية)